# 2014年ソチオリンピックのトルコ選手団
2014年ソチオリンピックのトルコ選手団（2014ねんソチオリンピックのトルコせんしゅだん）は、2014年2月7日から23日までロシアのソチで開催されたソチオリンピックトルコ選手団の名簿。

## 選手団
- 人員: 選手 6人
- 開会式旗手: アルペル・ウチャル

## アルペンスキー
- エムレ・シムシェキ

男子大回転 (68位、3:17.64)
男子回転 (途中棄権)
- トゥーバ・コジャー

女子大回転 (63位、3:09.80)
女子回転 (41位、2:08.96)

## クロスカントリースキー
- サバハッティン・オグラゴ

男子15kmクラシカル (71位、45:16.0)
男子50kmフリー
男子スプリント (予選敗退、75位、4:02.03)
- ケリメ・チェティンカヤ

女子10kmクラシカル (56位、32:58.0)
女子スキーアスロン (61位、47:17.7)
女子30kmフリー
女子スプリント (予選敗退、67位、3:05.00)

## フィギュアスケート
- アリサ・アガフォノヴァ、アルペル・ウチャル

アイスダンス (22位、49.84)